# Miraval-Cabardes
Miraval-Cabardes – miejscowość i gmina we Francji, w regionie Oksytania, w departamencie Aude. Przez miejscowość przepływa rzeka Orbiel. 
Według danych na rok 1990 gminę zamieszkiwały 44 osoby, a gęstość zaludnienia wynosiła 4 osoby/km² (wśród 1545 gmin Langwedocji-Roussillon Miraval-Cabardes plasuje się na 856. miejscu pod względem liczby ludności, natomiast pod względem powierzchni na miejscu 699.).